# Lycianthes maxonii
Lycianthes maxonii är en potatisväxtart som beskrevs av Standley. Lycianthes maxonii ingår i Himmelsögonsläktet som ingår i familjen potatisväxter. Utöver nominatformen finns också underarten L. m. grandidentata.